# جداسازی هوا

ترکیب اجزا سازنده هوای تنفسی

هوا (به انگلیسی: Air separation) فرآیندیست که طی آن گازهای سازنده هوا از یکدیگر جدا می‌شوند. هوای تنفسی به‌طور عمده از دو عنصر نیتروژن (۷۸٪) و اکسیژن (۲۱٪) تشکیل شده‌است. همچنین عناصری چون نئون، آرگون، زنون، کریپتون و هلیم به مقادیر اندک و ترکیباتی چون کربن دی‌اکسید، کربن مونوکسید، متان و برخی هیدروکربن‌ها، و اکسیدهای نیتروژن و گوگرد که عمدتاً نقش آلاینده هوا را دارد، به مقادیر ناچیز در هوا یافت می‌شوند. همچنین مقادیر متفاوتی از آب به صورت رطوبت در هوا موجود است.
با توجه به این داده‌ها می‌توان هوا را منبع مناسبی برای تولید صنعتی نیتروژن و اکسیژن و به مقادیر کمتر از دیگر گازها دانست.

## روش‌های جداسازی

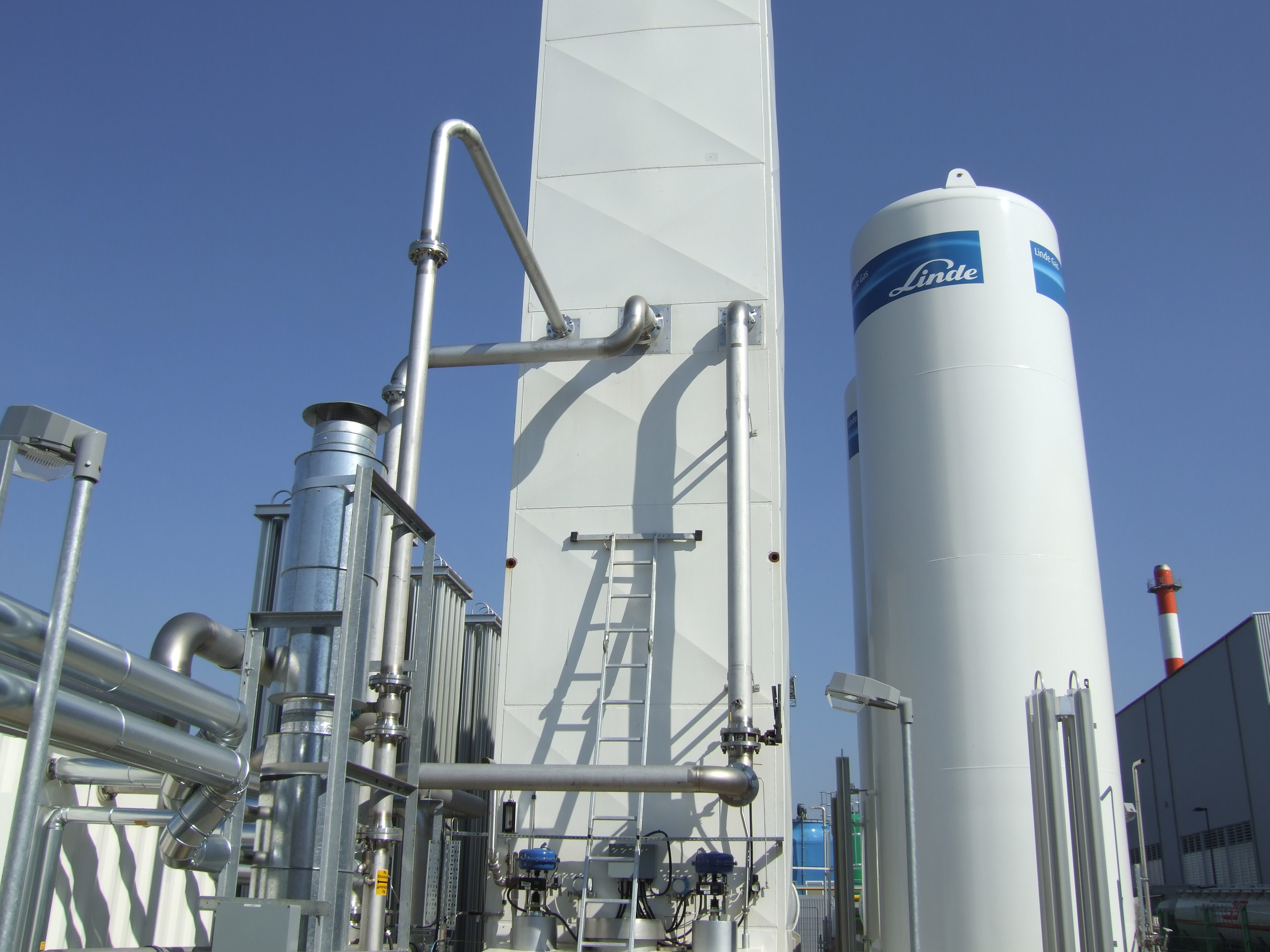
نمایی از برج تقطیر یک واحد جداسازی هوا

چند روش عمده جهت جداسازی ترکیبات مختلف هوا به صورت تجاری وجود دارد:

### تقطیرسرمایشی
در این روش ابتدا مخلوط هوا تا دمای میعان سرد می‌شود تا هوای مایع ایجاد شود. در مرحله بعد به وسیله یک برج تقطیر و افزایش تدریجی دما، اجزا سازنده هوا بر اساس دمای جوش از یکدیگر جدا می‌شود ابتدا نیتروژن سپس آرگون و در آخر اکسیژن. این روش یکی از روش‌های متداول برای تولید نیتروژن و اکسیژن به صورت انبوه است. در برج تقطیر صفحاتی وجود دارد که باعث جداسازی اعضای مخلوط بر اساس نقطه‌جوش آنها می‌شود.

### روش غشایی
غشاءها توانایی جداسازی ذرات بر اساس اندازه تا اندازه مولکول‌ها را دارا می‌باشند. از غشاء می‌توان برای تولید نیتروژن خالص و هوای غنی از اکسیژن تا غنای ۴۰٪ استفاده کرد. این روش به دلیل تیراژ پایین تولید بیشتر جنبه آزمایشگاهی داشته و در تولید انبوه کمتر به کار می‌رود.

### استفاده از جذب سطحی
از روش جذب سطحی می‌توان نیتروژن خالص و هوای غنی از اکسیژن تا غنای بالای ۹۰٪ تولید کرد. ظرفیت اسمی این روش حدود ۱۰ تن در روز است.

### فرایند کرایوژنیک
واژه کرایوژنیک به طور عمومی به بخشی از علم و تکنولوژی دلالت دارد که به تولید دماهای پایین می‌پردازد. جداسازی هوا به روش کرایوژنیک یا سرمایشی، فرایندی است که به جهت تولید اکسیژن و نیتروژن خالص به صورت گازی و یا توسط فشرده سازی داخلی به صورت اکسیژن، نیتروژن و آرگون مایع به کار برده می‌شود. واحدهای جداسازی هوا بسته به نیاز به سه منظور تولید نیتروژن، اکسیژن و آرگون طراحی و ساخته می‌شوند. هرچه تعداد اجزای تولید شده در واحدهای جداسازی هوا بیشتر باشد، تعداد برج‌های لازم برای جداسازی اجزا نیز افزایش می‌یابد. واحدهای تولید نیتروژن دارای یک برج تقطیر می‌باشند که از نوع Rectifier است. این نوع برج‌ها فاقد ریبویلر یا جوش آور بوده و در آنها خوراک به صورت گاز از پایین وارد برج شده واز بالای برج نیتروژن خالص به صورت مایع و گاز خارج می‌شود. واحدهای تولید اکسیژن و تولید آرگون به ترتیب دارای دو و چهار برج تقطیر می‌باشند. به دلیل محدوده دمایی بسیار سرد واحدهای جداسازی هوا، تمامی ساختار به صورت یکپارچه درون یک محفظه کاملاً عایق شده قرار می‌گیرد تا از اتلاف حرارتی جلوگیری کند. این محفظه به محفظه سرد و یا Cold Box معروف است. شکل زیر شمایی از واحد جداسازی هوا را نشان می‌دهد که صرفاً به منظور تولید نیتروژن طراحی شده است. در واحدهای کرایوژنیک عموماً با استفاده از تولید کار و فرآیند اختناق دمای سیال را کاهش می‌دهند تا سیال به صورت مایع درآید. در فرآیند فوق از یک Turbo-Expander برای کاهش دمای کل فرآیند استفاده می‌شود.

## جداسازی گازهای هوا با روش غربال مولکولی
میخواهیم راجع به روند جدا سازی گازهای موجود در هوا صحبت کنیم :
Air Separation Process فرآیند جداسازی گازهای موجود در هوا به چندین روش مختلف انجام می گیرد که ساده ترین آنها روش مولوکولارسیو یا غربال مولکولی است.
از آنجایی که مولکول های هر گاز از نظر حجمی اندازه خاصی دارند هوای فشرده را از بستر زئولیت ( Zeolite ) با میکروترپ های هم سایز با آن مولکول ها عبور می دهند تا گازهای اضافی هوا را جذب و جدا کنند و گاز مورد نظر را ذخیره یا مورد بهره برداری قرار دهند.

## جداسازی گازها توسط روش ASU
هر یک از گازهای موجود در هوا دارای یک نقطه جوش منحصر به فردی هستند مثلا نقطه جوش اکسیژن ۱۸۳- درجه سانتیگراد است یعنی اگر هوا را تا این اندازه سرد کنیم گاز اکسیژن موجود در آن به حالت مایع در می آید. به این روش که توسط دستگاه های مولد اکسیژن و ادوات سرد کننده برج تقطیر ، هوا را سرد و به مایع تبدیل می کند و پس از آن عملیات تقطیر جز به جز اجرا و هوای مایع به اجزای تشکیل دهنده اش تفکیک می شود که این روش را ASU ( Air Seperation Unit ) می نامند. واحد ASU  برای تولید نیتروژن یا اکسیژن ساخته شده است و آرگون و گازهای دیگر را به صورت محصول جانبی تولید می کنند.